# جيمس هانتينغتون
جيمس هانتينغتون (بالإنجليزية: James Otis Sargent Huntington)‏ هو كاهن أنجليكاني أمريكي، ولد في 23 يوليو 1854، وتوفي في 28 يونيو 1935.